# Get Back (melodie Beatles)
Get Back este un cântec înregistrat de Beatles și scrisă de Paul McCartney (deși e creditat Lennon-McCartney), inițial lansat ca un single pe data de 11 aprilie 1969 și creditat cu "The Beatles impreună cu Billy Preston." Un mix al cântecului a devenit mai târziu ultimul cântec al albumului Let It Be (1970), care a fost ultimul album al trupei lansat doar după ce grupul s-a destrămat. Versiunea single a fost mai târziu lansată pe albumele compilație 1967-1970, 20 Greatest Hits, Past Masters, și 1.
Single-ul a ajuns numărul unu în Marea Britanie, Statele Unite, Irlanda, Canada, Noua Zeelandă, Olanda, Australia, Franța, Germania de Vest, Mexic, Norvegia, Elveția, Austria și Belgia. A fost singurul single care a creditat unui alt artist la cererea acestora. "Get Back", a fost primul single Beatles în stereo în SUA. În Marea Britanie, single-urile au rămas mono până la următoarea lansare, "The Ballad of John și Yoko".
1. ↑  Matteo 2004, p. 117.